# Översjön (Skogs socken, Ångermanland)
Översjön är en sjö i Kramfors kommun i Ångermanland och ingår i Nätraån-Ångermanälvens kustområde. Sjön har en area på 0,116 kvadratkilometer och ligger 55,4 meter över havet.

## Delavrinningsområde
Översjön ingår i det delavrinningsområde (698080-161059) som SMHI kallar för Mynnar i Storsjön. Medelhöjden är 126 meter över havet och ytan är 13,25 kvadratkilometer. Det finns inga avrinningsområden uppströms utan avrinningsområdet är högsta punkten. Vattendraget som avvattnar avrinningsområdet har biflödesordning 2, vilket innebär att vattnet flödar genom totalt 2 vattendrag innan det når havet efter 15 kilometer. Avrinningsområdet består mestadels av skog (71 procent) och jordbruk (13 procent). Avrinningsområdet har 0,28 kvadratkilometer vattenytor vilket ger det en sjöprocent på 2,1 procent. Bebyggelsen i området täcker en yta av 0,34 kvadratkilometer eller 3 procent av avrinningsområdet.